# Peltoboykinia
Peltoboykinia ist  eine Pflanzengattung in der Familie der Steinbrechgewächse (Saxifragaceae). Die nur zwei Peltoboykinia-Arten sind in Japan und in einem kleinen Gebiet in China beheimatet.

## Beschreibung

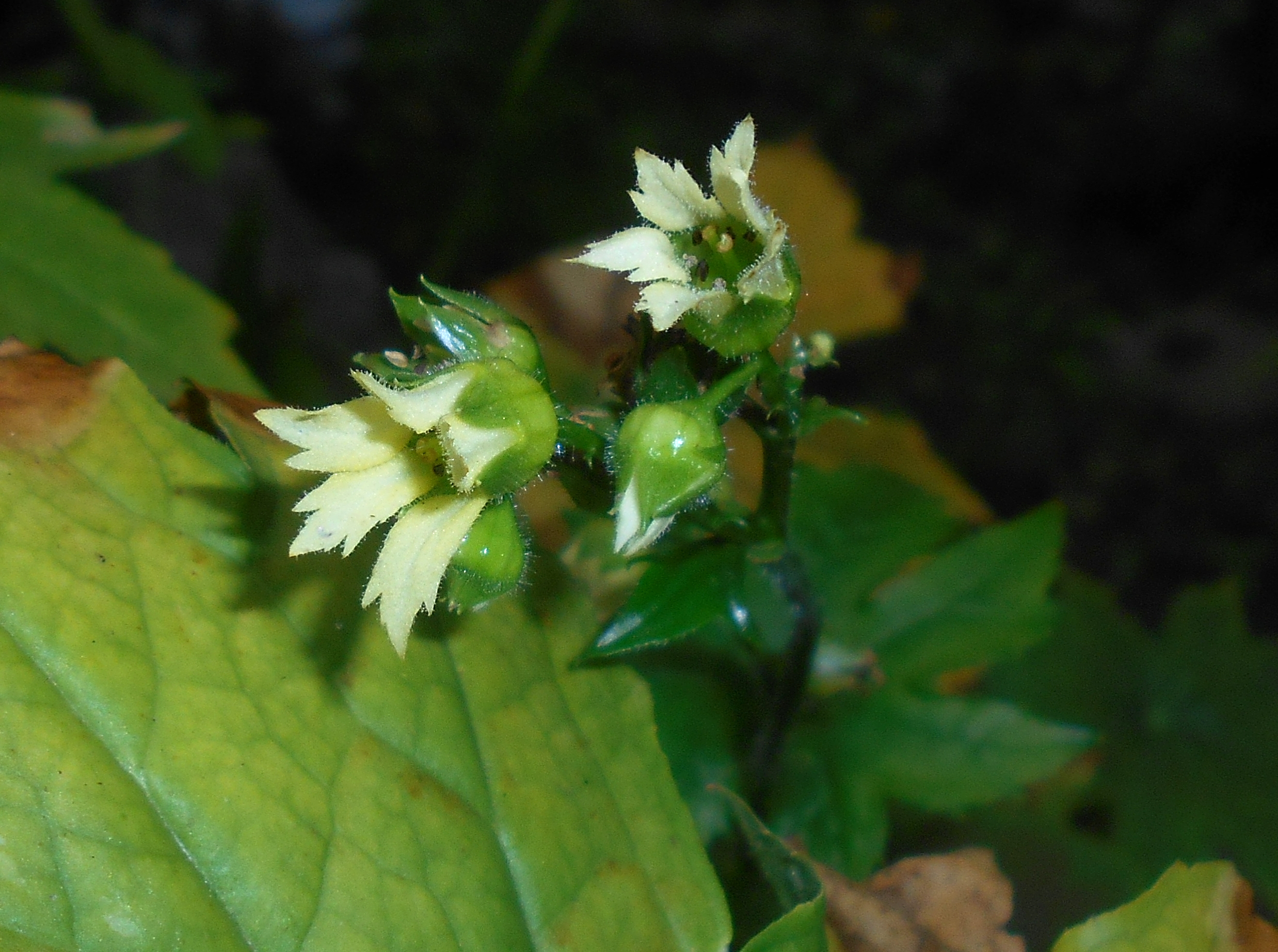
Blütenstand von Peltoboykinia watanabei

### Vegetative Merkmale
Peltoboykinia-Arten wachsen als ausdauernde krautige Pflanzen. Sie bilden ausgebreitete, kurze, relativ dicke Rhizome als Überdauerungsorgane. Die Stängel besitzen meist nur wenige wechselständige Laubblätter, die viel kleiner sind als die Grundblätter. Die meisten Laubblätter stehen in einer grundständigen Blattrosette zusammen und sind in Blattstiel und Blattspreite gegliedert. Die glatten oder behaarten Blattstiele sind relativ lang. Die einfachen, großen, fiedernervigen Blattspreiten sind peltat oder kreis- bis herzförmig und sind gelappt. Der Blattrand ist unregelmäßig gezähnt. Die Blattoberfläche ist glatt bis behaart. Die Nebenblätter sind häutig.

### Generative Merkmale
In einem 40 bis 80 cm großen, zymösen Blütenstand stehen über kleinen Tragblättern an Blütenstielen mehrere Blüten. Die Blüten sind zwittrig und fünfzählig mit doppelten Perianth. Die Blütenbecher (Hypanthium) sind mit dem Fruchtknoten verwachsen. Es sind fünf Kelchblätter vorhanden. Die fünf gelblichen Kronblätter besitzen schwach gezähnte Ränder. Es sind zwei Kreise mit je fünf Staubblättern vorhanden. Zwei Fruchtblätter sind zu einem halbunterständigen, zweikammerigen Fruchtknoten verwachsen. Es sind viele Samenanlagen vorhanden. Die zwei Griffel enden jeweils in einer Narbe.
Die Kapselfrüchte enthalten viele Samen. Die kleinen Samen sind tuberculat.
Die Chromosomengrundzahl beträgt x = 11.

## Systematik und Verbreitung
Beide Arten sind in Japan, eine davon auch in einem kleinen Gebiet in China beheimatet.
Von Adolf Engler wurde 1930 in Engler & Prantl: Die natürlichen Pflanzenfamilien, 2. Auflage, 18a,  120 die Art Saxifraga tellimoides Maxim. in der Gattung Boykinia Nuttall in die neue Sektion Peltoboykinia Engl. einstellt. 1937 stufte der Saxifragaceae-Spezialist Hara Hiroshi in Botanical Magazine, 51, S. 251 diese Sektion nun mit zwei Arten zu einer Gattung Peltoboykinia hoch. Der Gattungsname Peltoboykinia ist wahrscheinlich dem amerikanischen Arzt und Botaniker Samuel Boykin (1786–1848) gewidmet.
Die Gattung Peltoboykinia enthält nur zwei Arten:
- Tellimaähnliche Peltoboykinie (Peltoboykinia tellimoides (Maxim.) H.Hara, Syn.: Saxifraga tellimoides Maxim., Boykinia tellimoides (Maxim.) Engler): Sie kommt an schattigen Standorten in Schluchten und dem Unterwuchs von Wäldern in Höhenlagen von 1100 bis 1900 Metern im chinesischen Chong’an Xian im nördlichen Fujian und in Japan vor.
- Peltoboykinia watanabei H.Hara (Syn.: Boykinia watanabei (Yatabe) Makino, Peltoboykinia tellimoides var. watanabei (Yatabe) H.Hara, Saxifraga watanabei Yatabe): Sie kommt in Gebirgswäldern nur auf den beiden japanischen Inseln Shikoku (in den beiden Präfekturen Ehime und Tokushima) und Kyushu vor.